# Ceylan aux Jeux olympiques d'été de 1968
Ceylan a participé aux Jeux olympiques d'été de 1968 à Mexico, au Mexique. Trois concurrents ont participé dans trois sports. 

## Athlétisme
- Wimalasena Perera

## Boxe
- Hatha Karunaratne

## Voile
- Ray Wijewardene